# Charles Dumolin
Charles Dumolin (Torhout, 1 maart 1952 – Gent, 16 november 2019) was een Belgische kunstenaar, componist, performer, tekstschrijver en producer.

## Geschiedenis
In de jaren 70 maakte hij deel uit van de succesvolle duo's Demsey & Dover (1971-1973) en Lester & Denwood (1973-1981). Met deze band stond hij wekenlang in de binnenlandse en buitenlandse hitlijsten, waaronder een 37ste plaats in de Billboard Hot 100. In 1977 werd Freddy Demeyere vervangen door Roland Vanblaere. Samen namen ze deel aan de eurosongpreselectie van 1981 met het nummer Bonnie en een jaar later verscheen Walkman op single.
In 1979 schreef hij Hey nana, waarmee Micha Marah België vertegenwoordigde op het Eurovisiesongfestival te Jeruzalem in 1979. Voorts schreef hij ook de tekst/muziek van de nummers Jij en Ik (Ann Christy, 1981), Fly Fly Fly (Gigolo, 1980) en de albums Gezangen uit het Achterland (Jozef Deleu; 1992). In 1982 is  Marvin Gaye woonachtig in zijn verblijf in Gistel. Daarnaast schreef hij ook nummers voor Art Sullivan, onder meer Petite Demoiselle.
In opdracht van Stad Oostende maakte hij een bronzen beeld ' Marvin Gaye' voor het Casino- Kursaal. Het monument weegt 2500 kg en is levensgroot. Het is te bezichtigen in de lobby van het Kursaal.

## Discografie
Een selectieve discografie:

### Muzikant

#### Singles
- Demsey & Dover - No, No, Anyone But Me (1971)
- Demsey & Dover - Highway Shoes (1972)
- Demsey & Dover - Little Car of Mine (1973)
- Lester & Denwood - América (1973)
- Lester & Denwood - Angela
- Lester & Denwood - Sing, Sing (1974)
- Lester & Denwood - Gipsy Woman (1975)
- Lester & Denwood - Lazy Lady (1975)
- Lester & Denwood - Sunny Summer Morning (1976)
- Charles Dumolin - Israël (1977)
- Charles Dumolin - You Are Everything (1979)
- Lester & Denwood - Wish You Happy X-mas (1980)
- Lester & Denwood - Bonnie (1981)
- Lester & Denwood - Walkman (1981)
- Charles Dumolin - Hey nana (1979)

#### Albums
- Lester & Denwood - Gipsy Woman (1976)
- Lester & Denwood - magic collection (1998)
- Charles Dumolin - Charles Dumolin (2012)

### Producer en uitgever
- Paul Vanderschaeghe - Een Puzzel Lezen (1978)
- Jan Vercammen - Microfonie van Zuidnederlandse Schrijvers 1 & 2 (1978) 72 Vlaamse schrijvers werkten hier aan mee[7]

### Auteur
- Michele Daniële - Song for a Forbidden Movie[8]
- Jozef Deleu - Gezangen uit het Achterland[9] (auteur)
- Ann Christy - Jij en Ik (op de single Een Nieuw Lied)[10]

Verder bracht hij tientallen langspeelplaten uit met Vlaamse koren, fanfares en harmonieën.